# Franz Wagner (baloncestista)
Franz Jacob Wagner (Berlín, 27 de agosto de 2001) es un jugador de baloncesto alemán que pertenece a la plantilla de los Orlando Magic de la NBA. Con 2,08 metros de estatura, juega en la posición de alero. Es el hermano menor del también baloncestista profesional Moritz Wagner.

## Trayectoria deportiva

### Primeros años
Comenzó en las categorías inferiores del Alba Berlín, y firmó su primer contrato profesional con el equipo en 2017, con la intención de alternar las apariciones en el primer equipo con el SSV Lokomotive Bernau, equipo de la ProB con el que tiene un acuerdo de colaboración el club berlinés. En su primera temporada completa promedió 4,6 puntos y 1,3 rebotes por partido, siendo elegido Mejor Jugador Joven de la Basketball Bundesliga.

### Universidad

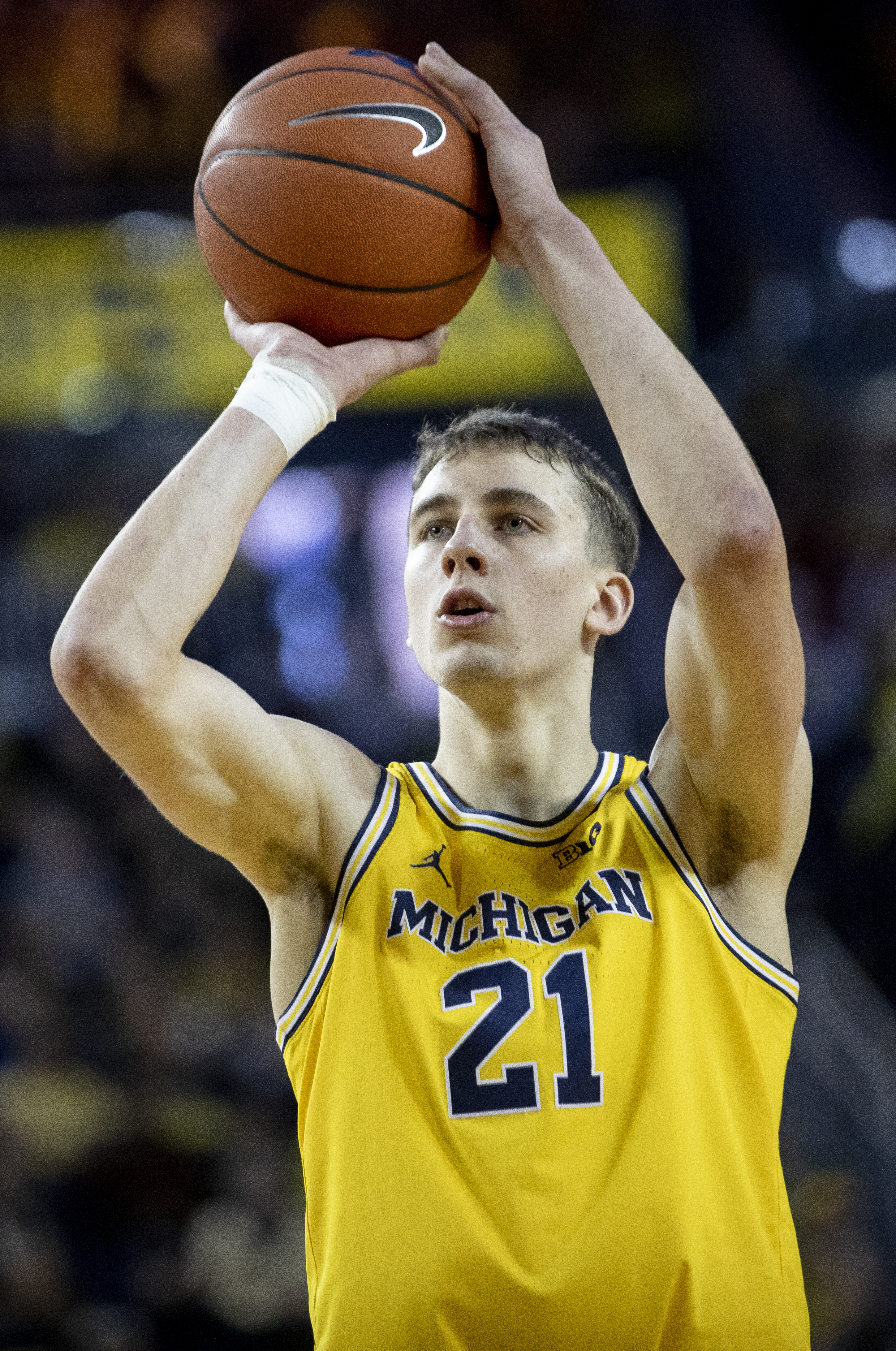
Franz Wagner con Michigan en 2019.

En 2019 decidió continuar su carrera en Estados Unidos, en la División I de la NCAA, y disputó dos temporadas con los Wolverines de la Universidad de Míchigan, en las que promedió 12,0 puntos, 6,1 rebotes y 2,0 asistencias por partido. En su primera temporada fue incluido en el mejor quinteto freshman de la Big Ten Conference, mientras que al año siguiente los entrenadores lo situaron en el segundo mejor quinteto de la conferencia.
El 4 de mayo de 2021, Wagner se declaró elegible para el draft de la NBA, renunciando a su elegibilidad universitaria restante.

#### Estadísticas
| Año     | Equipo   | PJ | PT | MPP  | %TC  | %3P  | %TL  | RPP | APP | ROB | TPP | PPP  |
| ------- | -------- | -- | -- | ---- | ---- | ---- | ---- | --- | --- | --- | --- | ---- |
| 2019–20 | Michigan | 27 | 27 | 30.8 | .452 | .311 | .833 | 5.6 | 1.0 | 1.3 | .6  | 11.6 |
| 2020–21 | Michigan | 28 | 28 | 31.7 | .477 | .343 | .835 | 6.5 | 3.0 | 1.3 | 1.0 | 12.5 |
| Total   | Total    | 55 | 55 | 31.2 | .465 | .325 | .835 | 6.1 | 2.0 | 1.3 | .8  | 12.0 |

### Profesional
Fue elegido en la octava posición del Draft de la NBA de 2021 por los Orlando Magic. Debutando el 20 de octubre ante San Antonio Spurs. El 28 de diciembre de 2021, ante Milwaukee Bucks, anotó 38 puntos, siendo el primer rookie de la franquicia en alcanzar esta cifra desde Shaquille O'Neal en 1993. Al término de la temporada fue incluido en el mejor quinteto de rookies.
El 5 de julio de 2024 extendió su contrato por cinto temporadas a cambio de 224 millones de dólares, que sería de 269 si es incluido en uno de los mejores quintetos de la liga o accede al All-Star Game de la NBA.

### Selección nacional
Fue integrante de las selecciones júnior de Alemania, con la que disputó el EuroBasket Sub-16 de 2017 en Podgorica, Montenegro. Luego, en 2018, disputó el torneo Sub-18 Albert Schweitzer Tournament, ganando la medalla de oro. Y en 2019 disputó el EuroBasket Sub-18 de Volos, Grecia, promediando 13 puntos por encuentro.
En septiembre de 2022 disputó con el combinado absoluto alemán el EuroBasket 2022, donde ganaron el bronce, al vencer en la final de consolación a Polonia y donde promedió 16,1 puntos.
Durante agosto y septiembre de 2023 fue integrante de la selección de Alemania que participó en el Mundial de 2023 celebrado en Asia, y que ganó el oro, tras ganar la final ante Serbia.
Entre julio y agosto de 2024 fue parte de la selección absoluta de Alemania, que disputó los Juegos Olímpicos de París, finalizando en cuarta posición, tras perder la final de consolación ante Serbia.

## Estadísticas de su carrera en la NBA

### Temporada regular
| Año     | Equipo  | PJ  | PT  | MPP  | %TC  | %3P  | %TL  | RPP | APP | ROB | TPP | PPP  |
| ------- | ------- | --- | --- | ---- | ---- | ---- | ---- | --- | --- | --- | --- | ---- |
| 2021-22 | Orlando | 79  | 79  | 30.7 | .468 | .354 | .863 | 4.5 | 2.9 | .9  | .4  | 15.2 |
| 2022-23 | Orlando | 80  | 80  | 32.6 | .485 | .361 | .842 | 4.1 | 3.5 | 1.0 | .2  | 18.6 |
| 2023-24 | Orlando | 72  | 72  | 32.5 | .482 | .281 | .850 | 5.3 | 3.7 | 1.1 | .4  | 19.7 |
| 2024-25 | Orlando | 60  | 60  | 33.7 | .463 | .295 | .871 | 5.7 | 4.7 | 1.3 | .4  | 24.2 |
| Total   | Total   | 291 | 291 | 32.3 | .474 | .322 | .856 | 4.8 | 3.7 | 1.0 | .3  | 19.1 |

### Playoffs
| Año   | Equipo  | PJ | PT | MPP  | %TC  | %3P  | %TL  | RPP | APP | ROB | TPP | PPP  |
| ----- | ------- | -- | -- | ---- | ---- | ---- | ---- | --- | --- | --- | --- | ---- |
| 2024  | Orlando | 7  | 7  | 37.0 | .408 | .265 | .886 | 6.9 | 4.4 | .7  | 1.3 | 18.9 |
| 2025  | Orlando | 5  | 5  | 39.0 | .443 | .189 | .769 | 4.8 | 5.6 | 1.2 | .4  | 25.8 |
| Total | Total   | 12 | 12 | 37.8 | .427 | .225 | .843 | 6.0 | 4.9 | .9  | .9  | 21.8 |